# Hitoshi Abe
Hitoshi Abe (阿部 仁史), Abe Hitoshi; né en 1962 à Sendai, est un architecte japonais.

## Biographie
Hitoshi Abe étudie à l'Institut d'architecture de Californie du sud (en) où il obtient sa maîtrise d'architecture en 1989. Pendant ses études, il travaille de 1988 à 1992 dans le bureau du Coop Himmelb(l)au. En 1992 il crée l'atelier Hitoshi Abe et en 1993 complète son doctorat à l'université Tōhoku. Il dirige depuis 1994 l'atelier Hitoshi Abe pour le design architecture à l'institut de technologie de l'université Tōhoku et enseigne également à l'université jusqu'en 1998. En 1998, il est nommé professeur associé à l'institut et en 2002, professeur titulaire. Depuis 2007, il travaille au département d'architecture et d'urbanisme de l'école des arts et d'architecture de l'UCLA.

## Réalisations
- 1994 : Miyagi Water Tower à Rifi
- 1998 : Haus Gravel-2 à Sendai (1998)
- 1999 : Restaurant Neige-Lune-Fleur à Sendai
- 2000 : Stade de Miyagi à Rifu
- 2000 : Musée d'art populaire Michinoku à Kurikoma
- 2000 : A-House à Sendai (2000)
- 2002 : Reihoku Chōmin Hall (de) à Reihoku
- 2006 : Musée Kanno à Shiogama
- 2013 : Department 2 du Campus WU (de) à Vienne

## Source de la traduction
- (de) Cet article est partiellement ou en totalité issu de l’article de Wikipédia en allemand intitulé « Hitoshi Abe » (voir la liste des auteurs).